# Vanspor FK
Vanspor Futbol Kulübü is een Turkse voetbalclub opgericht in 1982 te Van, de hoofdstad van de gelijknamige provincie. De clubkleuren zijn rood en zwart. De thuisbasis van de voetbalclub is het Van Atatürkstadion.

## Geschiedenis
Van Büyükşehir Belediye Spor Kulübü heeft een veelbewogen geschiedenis aan naams- en clubkleurveranderingen. Deze club moet niet worden verward met Vanspor AŞ, met stamnummer 000017, die vijf seizoenen lang meespeelde in de Süper Lig. De club werd in 1982 opgericht als Van Belediyespor. Het kende rood-blauwe clubkleuren. In 2007 veranderde de naam in Belediye Vanspor. Op de algemene ledenvergadering van 9 maart 2014 werd de huidige naam aangenomen; Van Büyükşehir Belediyespor. In de Turkse beker heeft Van Büyükşehir Belediyespor nooit noemenswaardige resultaten kunnen neerzetten.
Sinds 2008 speelde het team in de Spor Toto 2. Lig. In het seizoen 2008-2009 miste de ploeg op het nippertje de promotie naar de tweede divisie. In een van de laatste wedstrijden tegen Eyüpspor bestormden fans bij een 1-0-voorsprong het veld. De Turkse voetbalbond bestrafte Van Büyükşehir Belediyespor met een reglementaire 0-3 nederlaag. Hierdoor zakte de club naar een plaats, die geen recht gaf op promotie. In het seizoen 2010-11 volgde degradatie naar de Spor Toto 3. Lig. Als gevolg van de aardbeving op 23 oktober 2011 in Van speelde de club zijn verdere thuiswedstrijden in het seizoen 2011-12 in Istanboel.

## Gespeelde divisies
- TFF 1. Lig: 2025-
- TFF 2. Lig: 2008-11, 2019-2025
- TFF 3. Lig: 2006-08, 2011-2019
- Amateurniveau: 1982-2006

Adana Demirspor · 
Amed SFK · 
Ankara Keçiörengücü · 
Bandırmaspor · 
Bodrum FK · 
Boluspor · 
Çorum FK · 
Erzurumspor FK · 
Esenler Erokspor · 
Hatayspor · 
Iğdır FK · 
Istanbulspor · 
Manisa FK · 
Pendikspor · 
Sakaryaspor · 
Sarıyer  · 
Serik Belediyespor · 
Sivasspor · 
Ümraniyespor · 
Vanspor FK